# Ogmios

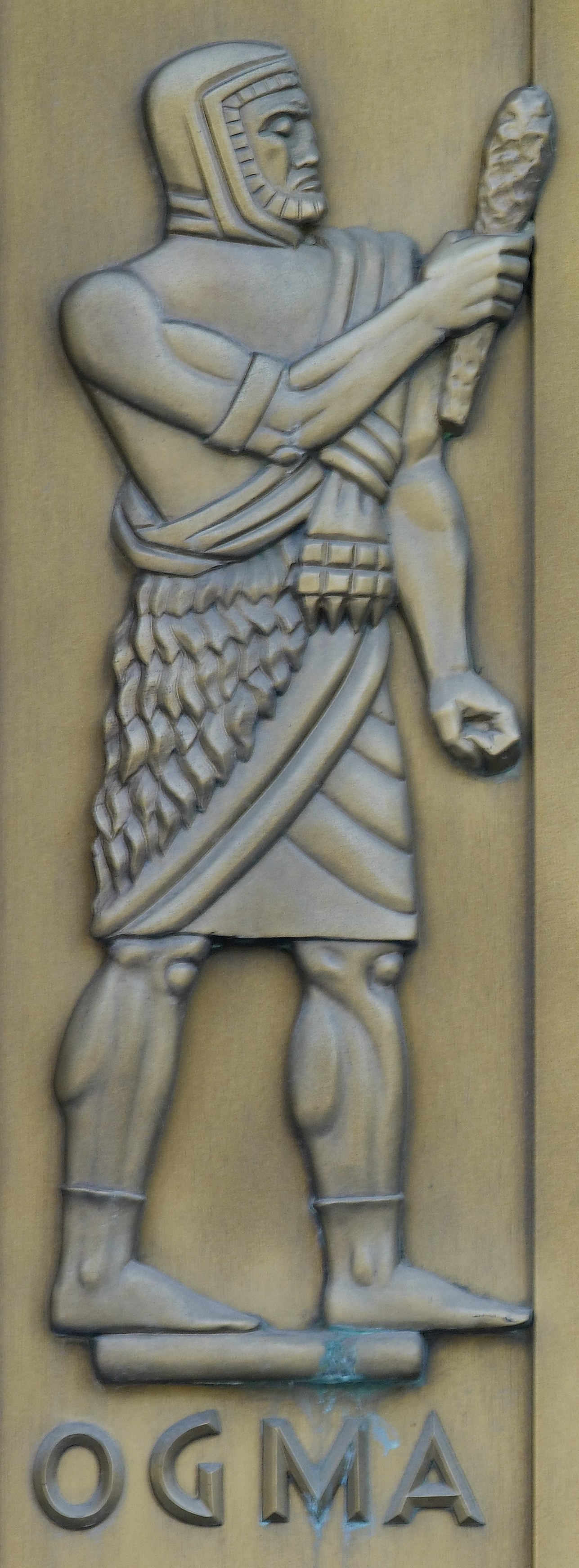
Immagine di Ogmios situata nella Biblioteca del Congresso a Washington.

Ogmios (in greco antico: Ὄγμιος?) è una divinità celtica.

## Caratteristiche
Luciano di Samosata lo descrive come un uomo anziano, calvo, con un arco e una clava che guida un gruppo apparentemente felice di uomini, attaccati per le loro orecchie alla lingua di Ogmios tramite catene.
Alcuni studiosi pensano che si tratti di una metafora per l'eloquenza, possibilmente relativa alle pratiche dei bardi. Luciano scrive che i Galli associavano lui ad Ercole, ma due defixiones rinvenute in Austria suggeriscono un'associazione con Ermes nella tradizione celtica orientale.
Probabilmente è collegato al dio irlandese Ogma ed è uno dei più stretti paralleli gallici del fratello di Ogma, il Dagda.

## Etimologia
Voci del protoceltico lexicon ricostruite dall'Università del Galles suggeriscono che il nome deriva probabilmente dal protoceltico *Ogmjos, collegato alla parola per "solco" e avente le connotazioni semantiche di "[colui che] imprime". Può quindi personificare una figura in grado di lasciare un solco, sia quello di un aratro nel suolo, sia quella della qualità affabulatoria di un linguaggio eloquente o abile. Questo spiegherebbe il suo sincretismo con Ercole, un'altra figura tracciante. L'usuale etimologia, comunque, è quella di un dio che "guida" o "trascina", da cui la descrizione di Luciano (cf. Greco ogmos, "solco" e agô, "guidare").